# Club Tijuana
Club Tijuana Xoloitzcuintles de Caliente, oftast kallade Xolos, är en fotbollsklubb från staden Tijuana i Mexiko. Klubben grundades i januari 2007 och vann sin första ligatitel när de vann Torneo Apertura i Liga MX, den högsta divisionen i Mexiko, säsongen 2012/2013.